# Sonnaz
Sonnaz är en kommun i departementet Savoie i regionen Auvergne-Rhône-Alpes i sydöstra Frankrike. Kommunen ligger i kantonen Chambéry-Nord som tillhör arrondissementet Chambéry. År 2022 hade Sonnaz 2 106 invånare.

## Befolkningsutveckling
Antalet invånare i kommunen Sonnaz
| Referens: INSEE |